# Oryctomorphus bimaculatus
Oryctomorphus bimaculatus is een keversoort uit de familie bladsprietkevers (Scarabaeidae). De wetenschappelijke naam van de soort is voor het eerst geldig gepubliceerd in 1830 door Guérin-Méneville.